# Компьень-1 (кантон)
Компьень-1 (фр. Compiègne-1) — кантон во Франции, находится в регионе О-де-Франс, департамент Уаза. Входит в состав округа Компьень.

## История
Кантон образован в результате реформы 2015 года  на основе упраздненных кантонов Аттиши и Компьень-Нор.

## Состав кантона с 22 марта 2015 года
В состав кантона входят коммуны (население по данным Национального института статистики за 2018 г.):
- Аттиши (1 894 чел.)
- Бернёй-сюр-Эн (1 001 чел.)
- Битри (316 чел.)
- Бьянвиль (448 чел.)
- Жанвиль (675 чел.)
- Жользи (890 чел.)
- Клеруа (2 190 чел.)
- Компьень (15 713 чел.) (северные кварталы)
- Кулуази (568 чел.)
- Куртьё (182 чел.)
- Марньи-ле-Компьень (8 521 чел.)
- Мулен-су-Туван (205 чел.)
- Нампсель (317 чел.)
- Отреш (721 чел.)
- Ретонд (644 чел.)
- Сен-Крепен-о-Буа (202 чел.)
- Сен-Пьер-ле-Битри (143 чел.)
- Траси-ле-Мон (1 730 чел.)
- Тросли-Брёй (2 072 чел.)
- Шуази-о-Бак (3 283 чел.)

## Политика
На президентских выборах 2022 г. жители кантона отдали в 1-м туре Эмманюэлю Макрону 28,0 % голосов против 25,6 % у Марин Ле Пен и 20,7 % у Жана-Люка Меланшона; во 2-м туре в кантоне победил Макрон, получивший 56,0 % голосов. (2017 год. 1 тур: Марин Ле Пен – 25,0 %, Эмманюэль Макрон – 22,6 %, Франсуа Фийон – 20,9 %, Жан-Люк Меланшон – 17,7 %; 2 тур: Макрон – 61,2 %. 2012 год. 1 тур: Николя Саркози – 29,0 %, Франсуа Олланд – 25,9 %, Марин Ле Пен – 20,7 %; 2 тур: Саркози – 52,0 %).
С 2015 года кантон в Совете департамента Уаза представляют вице-мэр города Компьень Эрик де Варложе (Eric De Valroger) (Республиканцы) и вице-мэр коммуны Аттиши Даниэль Карлье (Danielle Carlier) (Разные правые).
|                | Кандидаты                      | Партия                   | Первый тур | Первый тур     | Второй тур | Второй тур |
| Кол-во голосов | Кандидаты                      | Партия                   | % голосов  | Кол-во голосов | % голосов  |            |
| -------------- | ------------------------------ | ------------------------ | ---------- | -------------- | ---------- | ---------- |
|                | Эрик де Варложе Даниэль Карлье | Правый блок              | 4 415      | 46,30          | 6 553      | 71,81      |
|                | Мишель Жанро Поль Сесбюэ       | Европа Экология Зелёные  | 1 946      | 20,41          | 2 572      | 28,19      |
|                | Одри Авес Франсуа Гашиньяр     | Национальное объединение | 1 838      | 19,28          |            |            |
|                | Эмманюэль Гийом Этьен Дьо      | Разные центристы         | 1 336      | 14,01          |            |            |

|                | Кандидаты                      | Партия             | Первый тур | Первый тур     | Второй тур | Второй тур |
| Кол-во голосов | Кандидаты                      | Партия             | % голосов  | Кол-во голосов | % голосов  |            |
| -------------- | ------------------------------ | ------------------ | ---------- | -------------- | ---------- | ---------- |
|                | Эрик де Варложе Даниэль Карлье | Правый блок        | 5 712      | 41,88          | 8 768      | 67,74      |
|                | Дидье Фуро Кристиан Ниге       | Национальный фронт | 3 944      | 28,92          | 4 175      | 32,26      |
|                | Ксавье Жерар Дильвен Юксель    | Левый блок         | 1 970      | 14,44          |            |            |
|                | Брюно Гийемен Элизабет Федаз   | Разные левые       | 1 463      | 10,73          |            |            |
|                | Коринн Турну Патрис Эллеро     | Разные             | 550        | 4,03           |            |            |